# Frederik Magle

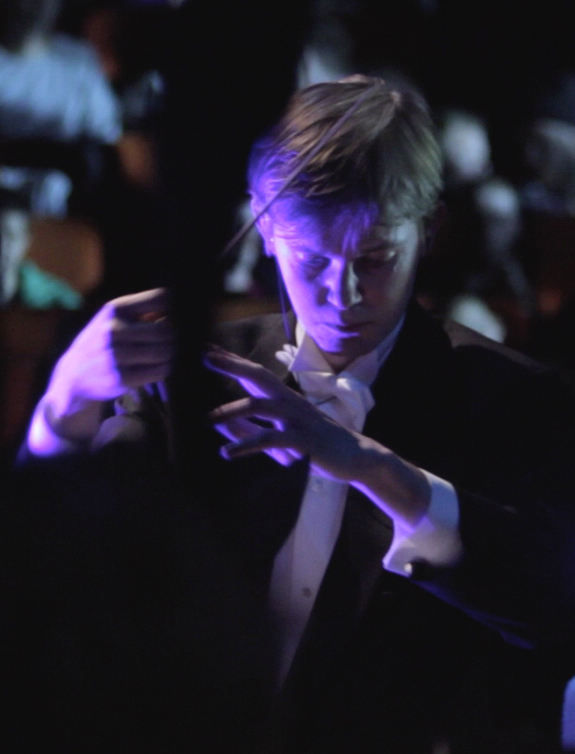
Frederik Magle

Frederik Reesen Magle (* 17. April 1977 in Stubbekøbing, Dänemark) ist ein dänischer Komponist, Konzertorganist und Pianist.

## Leben
Frederik Magle studierte Komposition und Musiktheorie bei Leif Thybo und besuchte das Königlich Dänische Konservatorium in Kopenhagen, wo er Komposition und Orgel studierte. Frederik Magle ist bekannt für seine Kompositionen für die dänische Königsfamilie: Die Musik zur Taufe von Nikolai von Dänemark im Jahr 1999, der Taufe von Felix von Dänemark im Jahr 2002 und eine symphonische Suite Cantabile, nach Gedichten von Prinz Henrik von Dänemark. Der erste Satz von Cantabile, Souffle le vent, wurde erstmals im Jahr 2004 uraufgeführt, die restlichen zwei Sätze Cortège & Danse Macabre und Carillon, im Juni 2009, beide Male von der DR Radiosymfoniorkestret.
Frederik Magle schuf die Disposition und klangliche Gestaltung für die Orgel in Kirche von Jørlunde im Jahr 2009 und nahm ein Doppel-Album (Like a Flame) von freien Improvisationen auf der Orgel auf.

## Werke
- 30 Hymnen (1985)
- We Are Afraid – Kantate für Chor, Flöte, Klarinette, Schlagzeug, Streicher, Klavier und Orgel (1988)
- Sinfonie für Orgel Nr. 1 (1990)
- Sinfonie für Orgel Nr. 2 Es werde Licht (1993)
- Der Song ist ein Märchen 20 Songs auf Märchen von Hans Christian Andersen basiert (1993)
- Konzert für Orgel und Orchester The Infinite Second (1994)
- Symphonic Lego Fantasia für Klavier und Orchester, von der LEGO Gruppe in Auftrag (1995–96)
- Ein neugeborenes Kind, bevor die Ewigkeit, Gott! Weihnachtskantate, für Brass Band, Chor, Solisten, Orgel und Schlagzeug (1996)
- Licht auf deinem Weg für Orgel und Blechbläserquintett, zur Taufe von Prinz Nikolai geschrieben (1999)
- Die Hoffnung auf Blaskapelle, Chor, Orgel und Schlagzeug, in Erinnerung an die Schlacht von Kopenhagen geschrieben (2001)
- Phoenix für gemischten Chor und Orgel oder Klavier zu vier Händen (2003)
- Sinfonische Suite Cantabile, bestehend aus drei sinfonische Dichtungen für Orchester, Chor und Solisten (2004–2009)
- Die schönste Rose (Den yndigste rose) für zwei Trompeten und Orgel (2017)

## Diskografie
- 1993 Sangen er et Eventyr (Das Lied ist ein Märchen). Thomas Eje, die dänische Sängerknaben, Trio Rococo, Niels Lan Doky, Niels-Henning Ørsted Pedersen, Alex Riel. BMG 74321 24537-2
- 1994 The Infinite Second. Lettischen Philharmonischen Kammerorchester, Dzintars Josts, Frederik Magle (Auf der Orgel im Dom zu Riga). EMI Classics 5555972
- 1997 Et nyfødt barn, før evighed, Gud! (Ein neugeborenes Kind, bevor die Ewigkeit, Gott). Weihnachtskantate. EMI Classics 5565942
- 1998 Symphonic Lego Fantasia. London Philharmonic Orchestra, David Parry, Frederik Magle (Klavier). Herausgegeben von der LEGO Gruppe.
- 1999 Cæciliemusik (Music for Saint Cecilia). Danacord DACOCD 520
- 2000 Lys på din Vej (Licht auf deinem Weg). Frederik Magle (Klavier und Orgel), Blechbläserquintett der Königlichen Dänischen Garde, DR UnderholdningsOrkestret, Frans Rasmussen. EMI Classics 5571152
- 2004 Kosmos. Classico 478 CLASSCD
- 2005 Søværnet Ønsker God Vind (Die Königlich Dänische Marine wünscht Godspeed). Die Königlich Dänische Marine Band. Veröffentlicht von der Dänische Streitkräfte (2005)
- 2005 Hymne til Sofia (Hymne an die Sophia). John Tchicai, Peter Ole Jørgensen, Frederik Magle. Kalibriert CALI012
- 2010 Like a Flame (Wie eine Flamme). Frederik Magle (Orgel-Improvisationen). Proprius Musik PRCD 2061.[5]
- 2011 Elektra. Vorgestellt symphonische Musik von Frederik Magle auf der Suspekt-Album. Universal Music / Tabu Records.